# کراسنی کلیوچ
کراسنی کلیوچ (انگلیسی: Krasny Klyuch) یک شهرک در شهرستان میشکینسکی استان باشقیرستان کشور روسیه است.